# Camille Debert
Camille Debert né à Lille (Nord) le 14 avril 1867 et mort à Paris le 29 septembre 1935 est un sculpteur français.

## Biographie
Camille Charles Debert est le fils de Charles Debert, maître sculpteur à Bailleul. Il fait ses études au collège de Bailleul, puis entre en apprentissage à Bruges. Il rentre en France où il suit les cours de l'École des beaux-arts de Lille, puis de l'École nationale supérieure des beaux-arts de Paris. Après son service militaire qu'il effectue à Nancy en 1891, il se rend à Paris où il travaille dans l'atelier de Jules Cavelier.
Il obtient une mention honorable au Salon des artistes français de 1898.
Il se marie à Bordeaux le 9 juillet 1913 avec Louise Yvonne de Lafay, veuve de Marie joseph René Pépin d'Escurac.

## Distinctions
Camille Debert est nommé officier d'Académie.

## Œuvres

### Monuments aux morts
Après la Première Guerre mondiale, Camille Debert réalise de nombreux monuments aux morts dont on peut citer ceux implantés dans les communes suivantes :
- Bailleul : le monument est réalisé sur les ruines de l'ancienne paroisse, l'ancienne église Saint-Amand[6].
- Tournai (Belgique), place de Lille : Monument français sculpté en 1897 pour célébrer la mémoire des soldats français tombés au cours du siège de la citadelle d'Anvers (1832)[7] ;
- Méteren (Nord) : un haut relief en bronze représente une femme en costume flamand agenouillée sur la tombe d'un poilu. Dans sa méditation, la jeune femme a la vision d'un poilu, figuré en haut de la sculpture, tombant en serrant sur son cœur l'emblème de la patrie. Sur le tertre de la tombe est plantée une croix au pied de laquelle pousse un jeune chêne symbole de la gloire[8],[9] ;
- Crosne (Essonne)[10] ;
- Mûr-de-Bretagne (Côtes-d'Armor)[11] ;
- Vieux-Berquin, (Nord)[12] ;
- Boeschepe, (Nord)[13].

Camille Debert réalise la sculpture d'une plaque commémorative intitulée Pro Deo pro Patria qui sera reproduite en plusieurs exemplaires par la Compagnie industrielle de décoration artistique et installée dans plusieurs églises : chapelle de la place du Chatiague à Tence, abbaye Saint-Géraud d'Aurillac, paroisse d'Achères (Yvelines), etc.

Monuments aux morts par Camille Debert
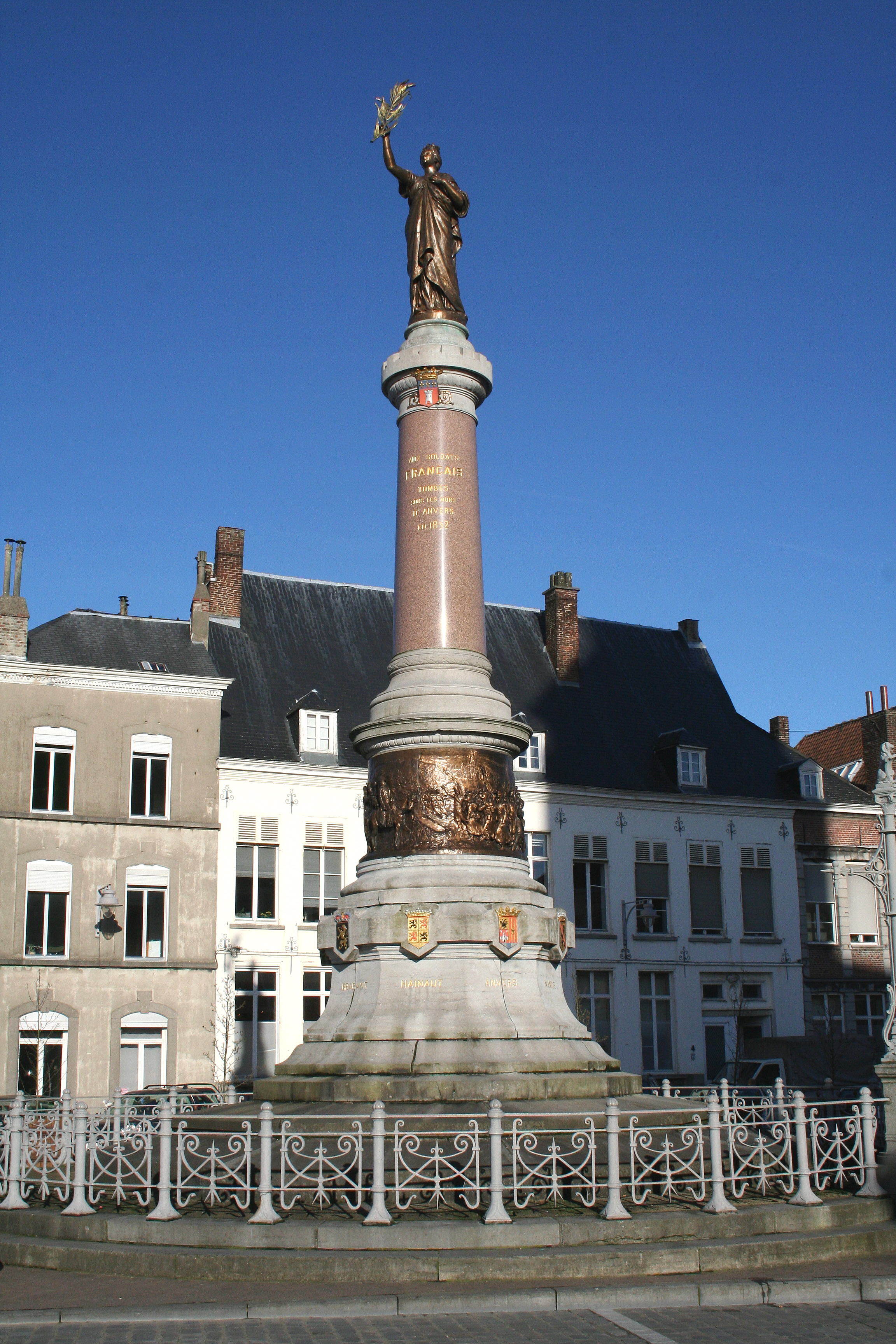
Monument français (1897), Tournai.
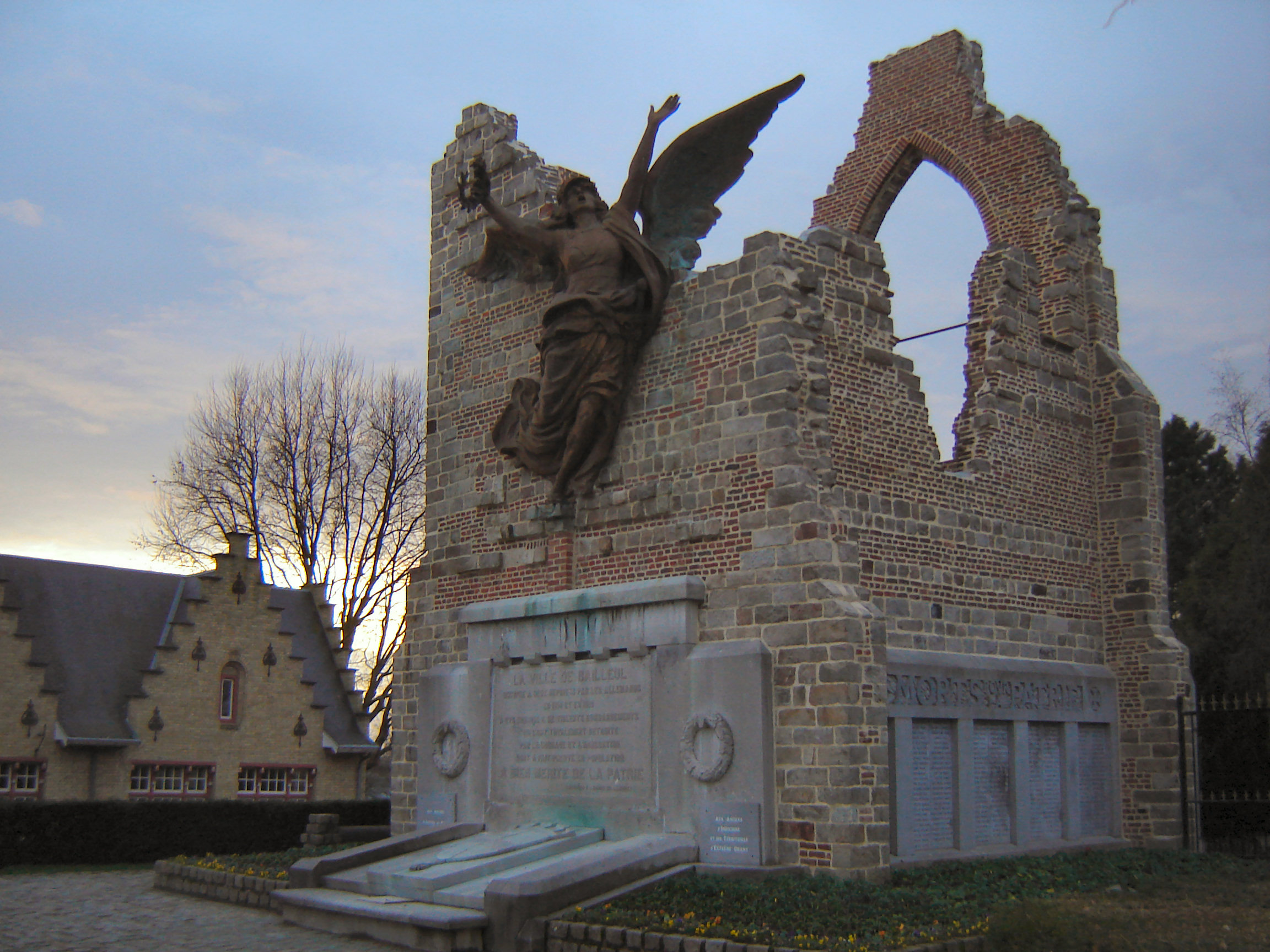
Monument aux morts de Bailleul.
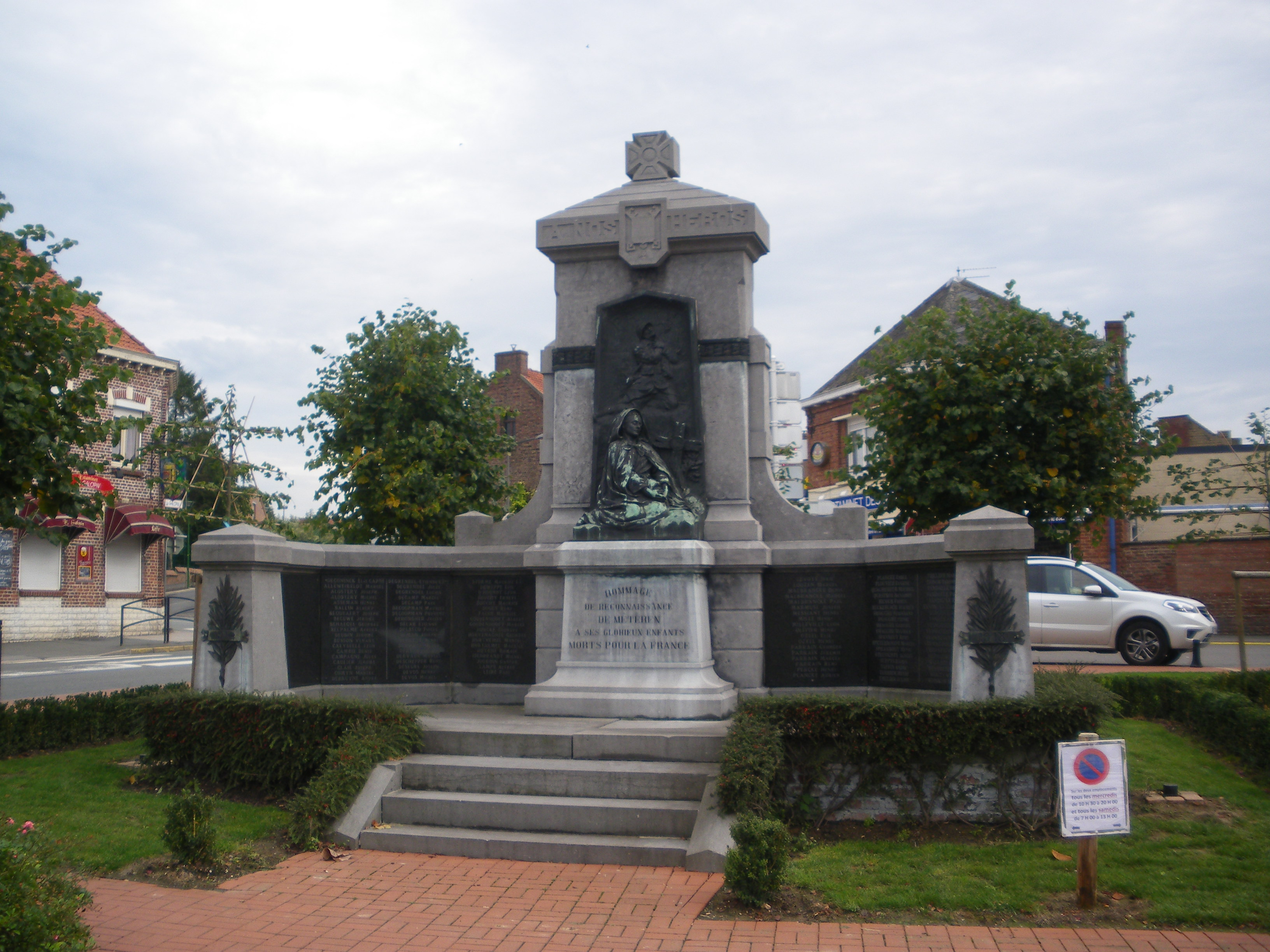
Monument aux morts de Méteren.

### Autres œuvres
Ses œuvres se trouvent également dans des églises, cimetières, etc. Dont :
- Blois, église Saint-Nicolas : Jeanne d'Arc, statue[17] ;
- Courbevoie, église Saint-Maurice de Bécon-les-Bruyères : Christ en croix sur la façade de l'église[18], Vierge à l'Enfant et saint Joseph à l'Enfant, deux statues en plâtre[19] ;
- Moutiers-Saint-Jean, hôpital Saint-Sauveur : Sainte Catherine Labouré, statue[20] ;
- Nanterre, église Sainte-Marie-des-Fontenelles : Vierge à l'Enfant[21] ;
- Narbonne, cathédrale Saint-Just-et-Saint-Pasteur : Jeanne d'Arc et le Curé d'Ars, statues ;
- Saint-Brieuc, chapelle Notre-Dame-de-Joie des Sœurs du Saint-Esprit : Dom Jean Leuduger, 1922, statue.

Œuvres de Camille Debert
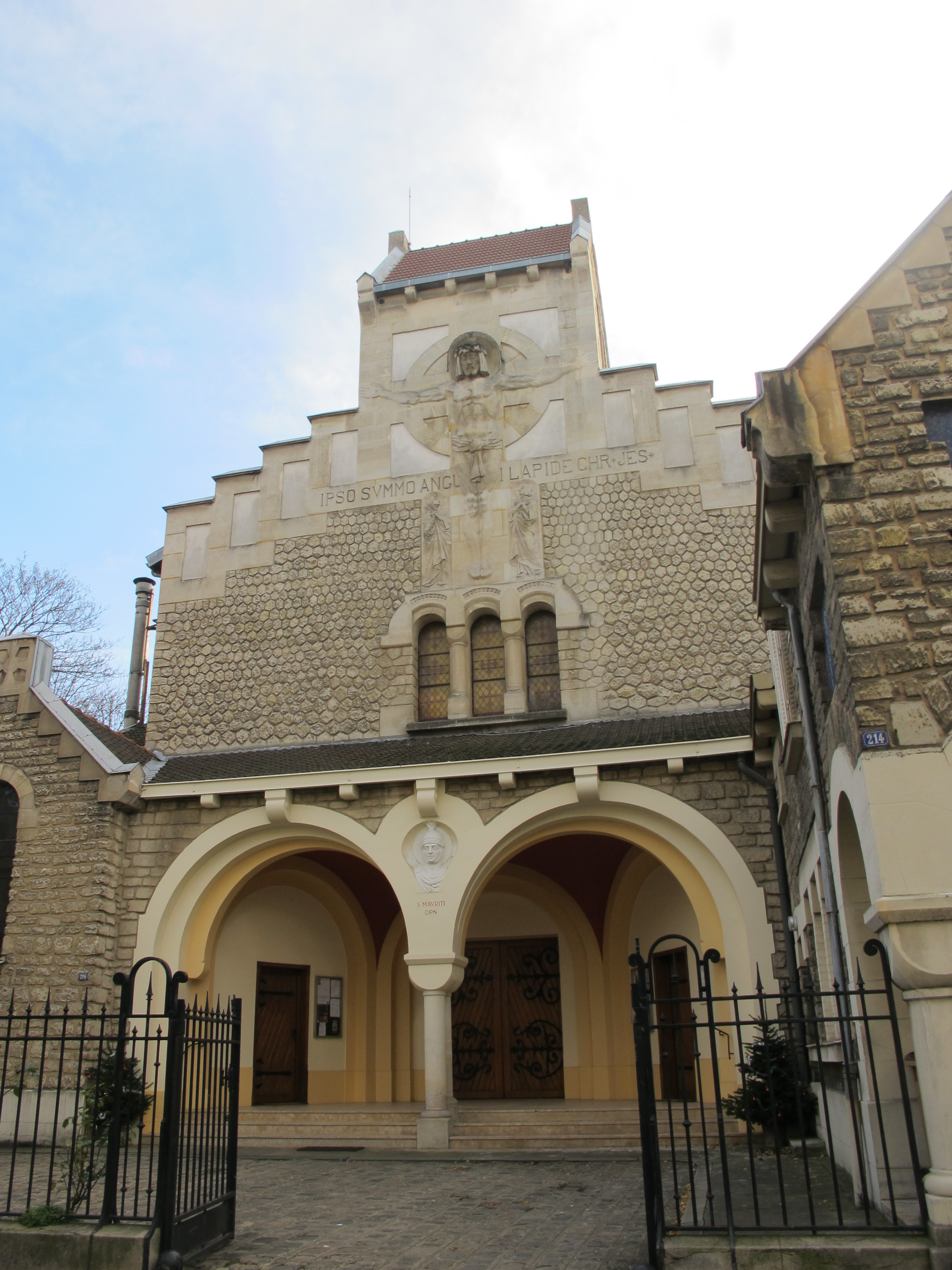
Christ en croix, église Saint-Maurice de Bécon
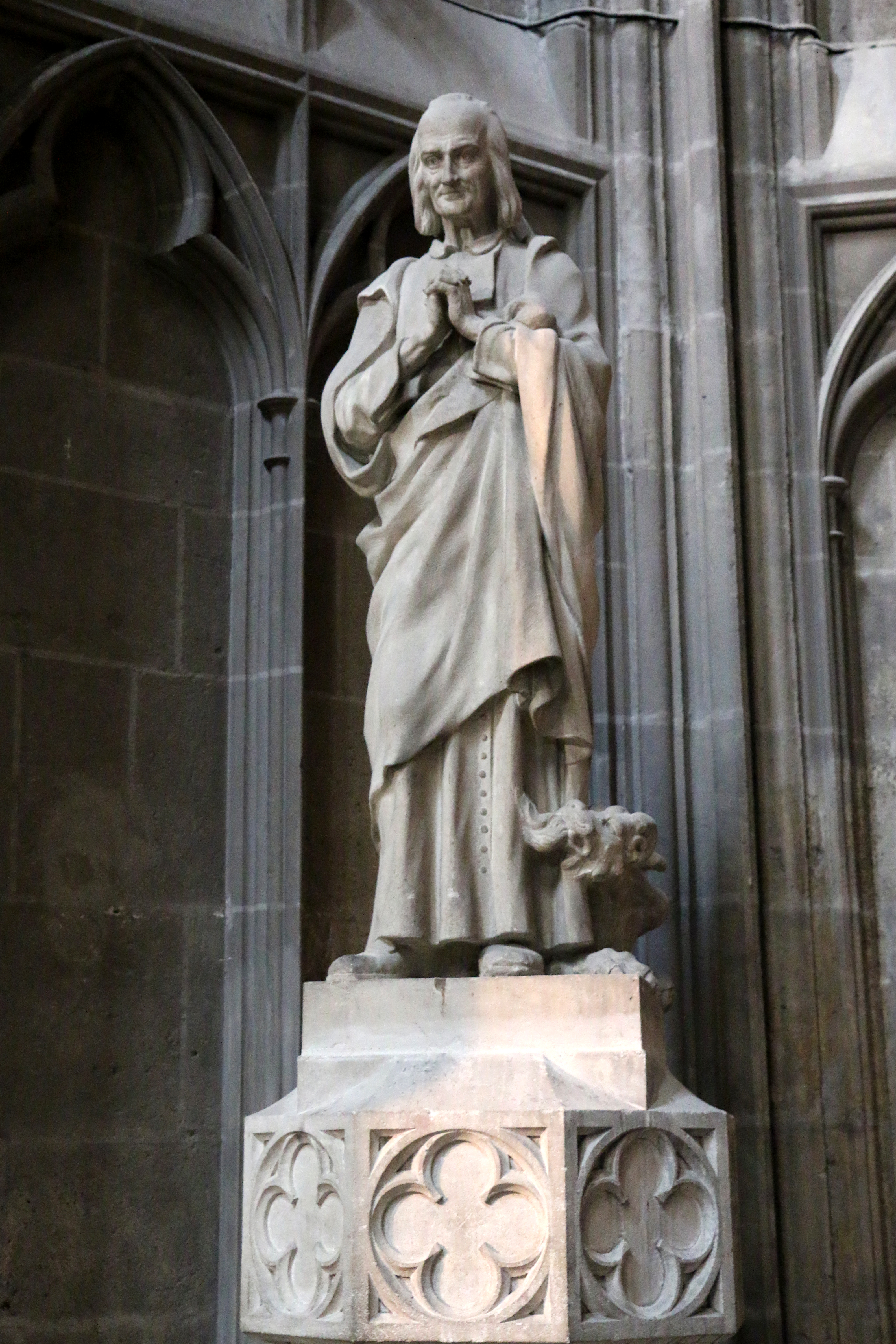
Le Curé d'Ars, cathédrale Saint-Just-et-Saint-Pasteur de Narbonne.
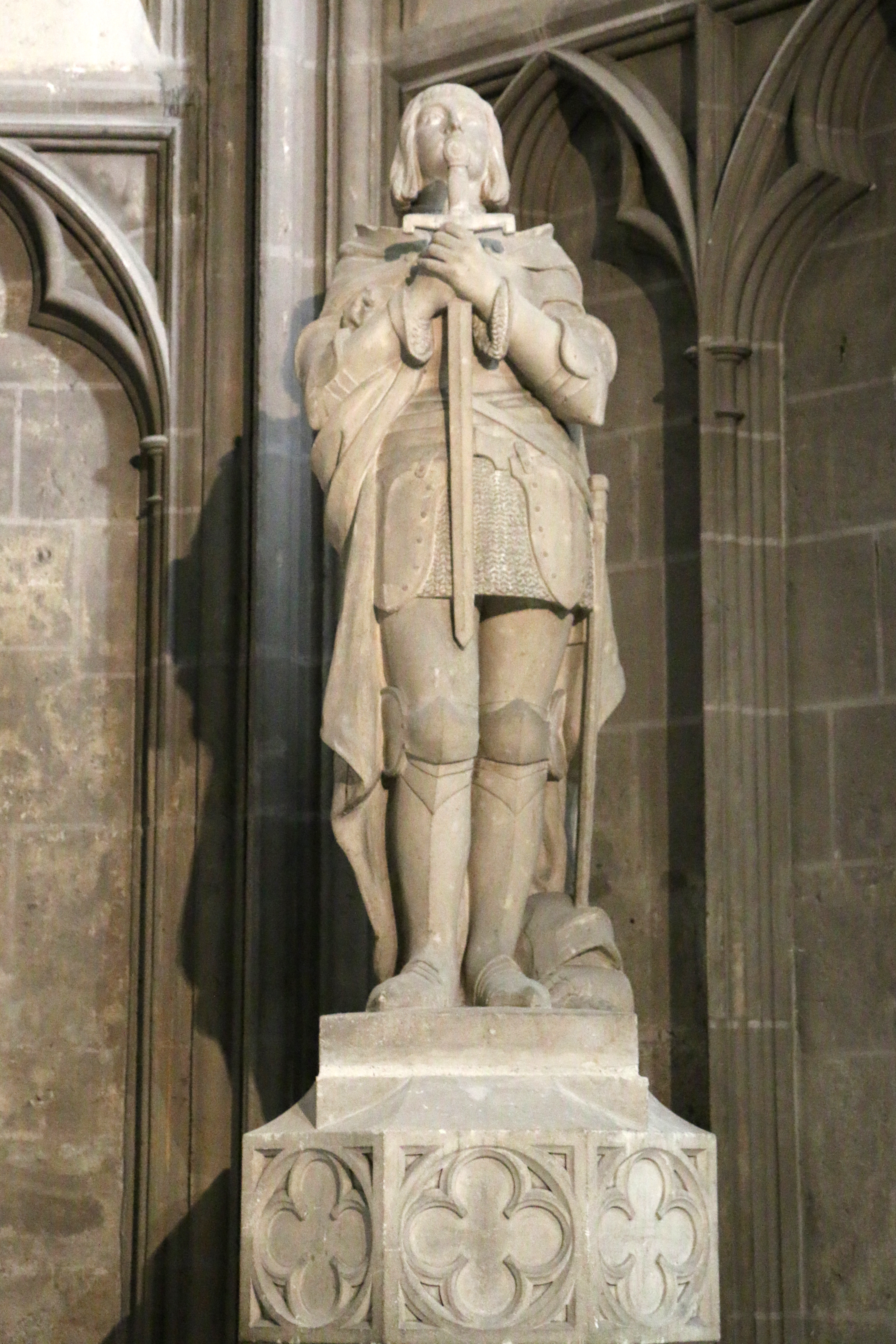
Jeanne d'Arc, cathédrale Saint-Just-et-Saint-Pasteur de Narbonne.